# Polyrhachis rubigastrica
Polyrhachis rubigastrica är en myrart som beskrevs av Wu och Wang 1991. Polyrhachis rubigastrica ingår i släktet Polyrhachis och familjen myror. Inga underarter finns listade i Catalogue of Life.